# Gymnopleurus virens
Gymnopleurus virens är en skalbaggsart som beskrevs av Wilhelm Ferdinand Erichson 1843. Gymnopleurus virens ingår i släktet Gymnopleurus och familjen bladhorningar. Inga underarter finns listade i Catalogue of Life.